# Жирардот, Карл Карлович
Карл Карлович Жирардот (?—1882) — отставной генерал-майор, офицер-воспитатель Пажеского корпуса.

## Биография
В военную службу вступил в начале 1820-х годов в Могилевский пехотный полк и 29 марта 1824 года произведён из унтер-офицеров в прапорщики. 1 апреля 1825 года назначен адъютантом к начальнику 10-й пехотной дивизии генерал-майору Нагелю.
Принимал участие в кампании 1828—1829 годов против турок, за отличие награждён орденом св. Анны 3-й степени с бантом.
С начала 1830-х годов Жирардот состоял в Пажеском корпусе на должности офицера-воспитателя и к 1834 году был штабс-капитаном. С 1843 года командовал в корпусе ротой. 19 июля 1849 года произведён в полковники.
Жирардот свои задачи на должности офицера-воспитателя обрисовал следующим образом: «Паж должен быть воспитан, вежлив, хорошо говорить по-французски, быть проникнутым чувством долга, любить царя, отечество, службу и никогда не лгать».
Весной 1859 года уволен в отставку с производством в генерал-майоры.
Скончался 30 октября 1882 года.

## Награды
Среди прочих наград Жирардот имел ордена:
- Орден Святой Анны 3-й степени с бантом (1828 год)
- Орден Святого Станислава 2-й степени (1838 год, императорская корона к этому ордену пожалована в 1841 году)
- Орден Святой Анны 2-й степени (1847 год, императорская корона к этому ордену пожалована в 1849 году)
- Орден Святого Георгия 4-й степени (26 ноября 1847 года, за беспорочную выслугу 25 лет в офицерских чинах, № 7802 по кавалерскому списку Григоровича — Степанова)
- Орден Святого Владимира 3-й степени (1852 год)

## Отзывы современников
Многие воспитанники Пажеского корпуса в своих воспоминаниях об учёбе немало места уделяли фигуре Жирардота.
Князь А. К. Имеретинский писал:

«Карл Карлович Жирардот известен многим поколениям пажей, а стало быть, и очень многим в Петербурге и целой России. Он носил скромное звание ротного командира. … Но, будучи командиром роты, Жирардот был душой и двигателем всего, что делалось в корпусе, за исключением учебной части, в которую он благородно избегал вмешиваться, так что даже почти никогда не заходил в классы. … В школе нравственной он тоже был главным фактором. … Он влиял на нас собственным примером, являя изумительный образец сдержанности, порядочности, аккуратности, повиновения властям и заботливости о подчиненных. С другой стороны, он успешно действовал неослабностью надзора и неуклонным настойчивым терпением, с которым проводил свою воспитательную систему. Жирардот платил дань своему времени и главным правилом считал навык к строгой подчиненности и повиновению».

Таким же образом о Жирардоте вспоминал и К. П. Энгельгардт:

«Жирардот в соответствии с требованиями своего времени много внимания уделял знанию французского языка и внешнему виду своих питомцев, но еще в большей степени он воспитывал в пажах чувство долга, точность и добросовестность в службе, а помимо того и общественный такт, который так важен в любом культурном и благотворительном обществе».

П. А. Кропоткин высказался несколько жёстче:

«Нужно представить себе маленького, очень худощавого человека со впалой грудью, с черными, пронизывающими, бегающими глазами, с коротко подстриженными усами, делавшими его похожим на кота, человека очень сдержанного и твердого, не одаренного особенными умственными способностями, но замечательно хитрого; деспота по натуре, способного ненавидеть — и ненавидеть сильно — мальчика, не поддающегося всецело его влиянию, и проявлять эту ненависть не бессмысленными придирками, но беспрестанно, всем своим поведением, жестом, улыбкой, восклицанием. Он не ходил, а, скорее, скользил, а пытливые взгляды, которые он бросал кругом, не поворачивая головы, еще больше довершали сходство с котом. Печать холода и сухости лежала на губах его, даже когда он пытался быть благодушным. Выражение становилось еще более резким, когда рот Жирардота искривлялся улыбкой неудовольствия или презрения. И вместе с тем в нем ничего не было начальнического. При первом взгляде можно было подумать, что снисходительный отец говорит с детьми как с взрослыми людьми. А между тем немедленно чувствовалось, что он желал всех и все подчинить своей воле. Горе тому мальчику, который не чувствовал себя счастливым или несчастливым в соответствии с большим или меньшим расположением, которое оказывал ему полковник! … Своего рода таинственность окружала его, как будто он был всеведущ и вездесущ. И в самом деле, он проводил весь день и большую часть вечера в корпусе. Когда мы сидели в классах, полковник бродил всюду, осматривал наши ящики, которые отпирал собственными ключами. По ночам же он до позднего часа отмечал в книжечках (их у него была целая библиотечка) особыми значками, разноцветными чернилами и в разных графах проступки и отличия каждого из нас».

Внутренняя жизнь корпуса под управлением Жирардота была жалка. ... Система полковника заключалась в том, что он предоставлял старшим воспитанникам полную свободу, он притворялся, что не знает даже о тех ужасах, которые они проделывают; зато через посредство камер-пажей он поддерживал строгую дисциплину. Во время Николая ответить на удар камер-пажа, если бы факт дошел до сведения начальства, значило бы угодить в кантонисты. Если же мальчик каким-нибудь образом не подчинялся капризу камер-пажа, то это вело к тому, что 20 воспитанников старшего класса, вооружившись тяжелыми дубовыми линейками жестоко избивали — с молчаливого разрешения Жирардота — ослушника, проявившего дух непокорства.
В силу этого камер-пажи делали все, что хотели. Всего лишь за год до моего поступления в корпус любимая игра их заключалась в том, что они собирали ночью новичков в одну комнату и гоняли их в ночных сорочках по кругу, как лошадей в цирке. Одни камер-пажи стояли в круге, другие — вне его и гуттаперчевыми хлыстами беспощадно стегали мальчиков. «Цирк» обыкновенно заканчивался отвратительной оргией на восточный лад. Нравственные понятия, господствовавшие в то время, и разговоры, которые велись в корпусе по поводу «цирка», таковы, что, чем меньше о них говорить, тем лучше.
Полковник знал про все это. Он организовал замечательную сеть шпионства, и ничто не могло укрыться от него. Но система у Жирардота была — закрывать глаза на все проделки старшего класса.

Целых двадцать лет Жирардот преследовал в училище свой идеал: чтобы пажики были тщательно причесаны и завиты, как, бывало, придворные Людовика XIV. Учились ли пажи чему-нибудь или нет, это его не занимало. Любимцами его состояли те, у кого в туалетных шкатулках было больше всевозможных щеточек для ногтей и флаконов с духами, чьи «собственные» мундиры (они надевались во время отпуска по воскресеньям) были лучше сшиты и кто умел делать наиболее изящный salut oblique.

За одно все-таки следует добром помянуть Жирардота. Он очень заботился о нашем физическом воспитании. Гимнастику и фехтование он очень поощрял. Я ему обязан за то, что он приучал нас держаться прямо, грудь вперед. Как все читающие, я, конечно, имел склонность горбиться. Жирардот спокойно, проходя мимо стола, подходил сзади и выпрямлял мои плечи и не уставал делать это много раз подряд.